# 2e arrondissement (Parijs)
Het 2e arrondissement is een van de twintig arrondissementen van Parijs, gelegen op de rechteroever (Rive Droite) van de Seine. Het heeft een oppervlakte van 0,992 km² (en is daarmee het kleinste arrondissement) en telt circa 22.000 inwoners. Samen met het 1e, 3e en 4e arrondissement vormt het sinds 2020 de territoriale eenheid (secteur) Paris Centre, waarvan het bestuur gevestigd is in de oude mairie van het 3e arrondissement.

## Wijken
Zoals alle arrondissementen is ook het 2e opgedeeld in vier wijken (Frans: Quartiers): 
- Quartier Gaillon
- Quartier Vivienne
- Quartier du Mail
- Quartier de Bonne-Nouvelle

## Geschiedenis
Het gebied is vanaf de veertiende eeuw bewoond en werd in de vijftiende eeuw bij Parijs gevoegd.

## Bezienswaardigheden

### Historische kerken
- Basilique de Notre-Dame-des-Victoires
- Église Notre-Dame-de-Bonne-Nouvelle

### Theaters
- Opéra-Comique
- Théâtre du Vaudeville
- Le Grand Rex (bioscoop)

### Winkelgalerijen
- Galerie Vivienne
- Galerie Colbert
- Passage des Panoramas

### Overig
- Bibliothèque nationale de France (site Richelieu)
- Beurs

## Demografische ontwikkeling
| Jaar | Bevolking | Dichtheid      |
| ---- | --------- | -------------- |
| 1861 | 81.609    | 82.267 inw/km² |
| 1962 | 40.864    | 41.194 inw/km² |
| 1968 | 35.357    | 35.642 inw/km² |
| 1975 | 26.328    | 26.540 inw/km² |
| 1982 | 21.203    | 21.374 inw/km² |
| 1990 | 20.738    | 20.905 inw/km² |
| 1999 | 19.585    | 19.743 inw/km² |
| 2009 | 22.400    | 22.626 inw/km² |
| 2013 | 21.914    | 22.091 inw/km² |

- Bibliothèque nationale de France: cb119624340 (data)
- Gemeinsame Normdatei: 4441113-3
- Virtual International Authority File: 156873709